# کاسالی یینکا کاسال
کاسالی یینکا کاسال (انگلیسی: Kasali Yinka Casal؛ زادهٔ ۲۱ اکتبر ۱۹۸۷) بازیکن فوتبال اهل نیجریه است.
از باشگاه‌هایی که در آن بازی کرده‌است می‌توان به باشگاه فوتبال دی‌سی یونایتد، باشگاه فوتبال سوئیندون تاون، باشگاه فوتبال کامبور، باشگاه ورزشی واشاش، و باشگاه فوتبال سی‌اف‌آر کلوژ اشاره کرد.